# Municipio de Cypert
El municipio de Cypert (en inglés: Cypert Township) es un municipio ubicado en el condado de White en el estado estadounidense de Arkansas. En el año 2010 tenía una población de 283 habitantes y una densidad poblacional de 1,69 personas por km².

## Geografía
El municipio de Cypert se encuentra ubicado en las coordenadas 35°15′36″N 91°27′38″O / 35.26000, -91.46056. Según la Oficina del Censo de los Estados Unidos, el municipio tiene una superficie total de 167.14 km², de la cual 162,98 km² corresponden a tierra firme y (2,49 %) 4,16 km² es agua.

## Demografía
Según el censo de 2010, había 283 personas residiendo en el municipio de Cypert. La densidad de población era de 1,69 hab./km². De los 283 habitantes, el municipio de Cypert estaba compuesto por el 97,17 % blancos, el 0,71 % eran amerindios y el 2,12 % eran de una mezcla de razas. Del total de la población el 2,12 % eran hispanos o latinos de cualquier raza.